# 쥘 그레비
쥘 그레비(Jules Grévy, 1807년 8월 15일~1891년 9월 9일) 프랑스의 정치인으로, 1879년 1월 30일부터 1887년 12월 2일까지 프랑스 공화국 제4대 대통령이었다.
공화파 의원이었던 그레비는 1851년 프랑스 쿠데타 당시 체포당했다. 그레비는 1871년부터 1873년까지 국회의장이였고, 1876년부터 1879년까지는 하원의장이였다. 이후 그레비는 1879년 공화국 대통령으로 당선됐고 다시 1885년에 재선되나, 사위 다니엘 윌슨이 관여한 스캔들로 1887년에 대통령직을 사임하게 된다.

## 사생활

### 가족
프랑수아쥐디트폴 그레비는 열성 공화파 부모로부터 태어났다. 그는 알베르 그레비와 폴 그레비의 형제이다. 1848년 8월 29일 파리에서 나르본의 가죽 도매상인의 딸인 코랄리 프레스(Coralie Fraisse)와 결혼했다. 그는 딸 한 명만을 두었는데, 이름은 아리스 (1849-1938)이다. 프랑스의 정치가 쥘 페리는 후에 1881년 다니엘 윌슨과 그레비의 딸 아리스의 결혼식에서 입회인이 된다.

### 청년기
쥘 그레비는 돌의 콜레주 드 라르크에서 훌륭한 학업 성취를 이뤄냈으나 1829년 그 학교가 예수회 학교로 되자 그레비의 아버지는 그를 콜레주 드 폴리니로 전학시켰다. 그는 파리 대학에서 법학위를 따고 변호사가 된다. 1836년 그는 소송광 (Le Procédurier)이라는 판례 모음집을 출판한다.

## 정치 경력

### 정치계 데뷔
그의 정치 경력은 1848년 혁명으로 시작된다.

### 제 3 공화국을 향하여
쥘 그레비는 제2제국의 몰락과 함께 정치계에 다시 발을 담갔다.

### 공화국의 대통령
그는 대통령 재임기 동안 국회의장 쥘 페리와 함께 강경한 정교분리 정책 등 개혁 정책을 지지하고,  왕당파를 견제하는 등 프랑스 공화국의 기반을 다졌다. 실제 그의 재임기 이후 프랑스는 사실상 오늘날까지 이어지는 공화국 체제가 정착된다.. 다만 반제국주의자였음에도 그의 재임기 프랑스의 제국주의 행보는 유지되어 마냥 그의 뜻대로 되진 않았다.

###### 은퇴와 사망
쥘 그레비는 대통령에서 퇴임한지 4년이 지난 1891년 9월 9일, 프랑스 몽-수-보드레에서 폐울혈로 사망한다.

## 서훈
- 1879년 레지옹 도뇌르 대십자 훈장 (Grand-croix de la Légion d'honneur)
- 1879년 1월 30일부터 1887년 12월 2일까지 공화국 대통령으로서 레지옹 도뇌르 그랑 메트르 (Grand-maître de la Légion d'honneur)
- 1882년 (스페인) 황금양모 기사단 (Chevalier de l'ordre de la Toison d'or)

## 역대 선거 결과
| 선거명      | 직책명 | 대수 | 정당                | 득표율 | 득표수 | 결과 | 당락 |
| ----------- | ------ | ---- | ------------------- | ------ | ------ | ---- | ---- |
| 1873년 선거 | 대통령 | 3대  | 기회주의적 공화주의 | 0.16%  | 1표    | 2위  | 낙선 |
| 1879년 선거 | 대통령 | 4대  | 기회주의적 공화주의 | 84.03% | 563표  | 1위  |      |
| 1885년 선거 | 대통령 | 4대  | 기회주의적 공화주의 | 79.34% | 457표  | 1위  |      |